# Standerdmolen Batenburg
De Standerdmolen Batenburg is een naamloze gesloten standerdmolen ten oosten van het stadje Batenburg.
Doordat het archief van de heerlijkheid Batenburg in 1795 verloren ging is het bouwjaar van de molen niet meer te achterhalen. Vermoedelijk werd de molen in de 18e eeuw gebouwd. De molen behoorde tot de heerlijkheid en kwam na de Tweede Wereldoorlog in handen van de Nederlandse Staat. De staat verkocht de molen in 1957 aan de toenmalige molenaar en is sinds 1972 in bezit van de Vereniging De Hollandsche Molen. Deze liet de molen in 1977 en 1996 restaureren. Anno 2009 is de molen regelmatig op vrijwillige basis in bedrijf. Sommige delen, waaronder de kruipalen, zijn echter duidelijk aan herstel toe.

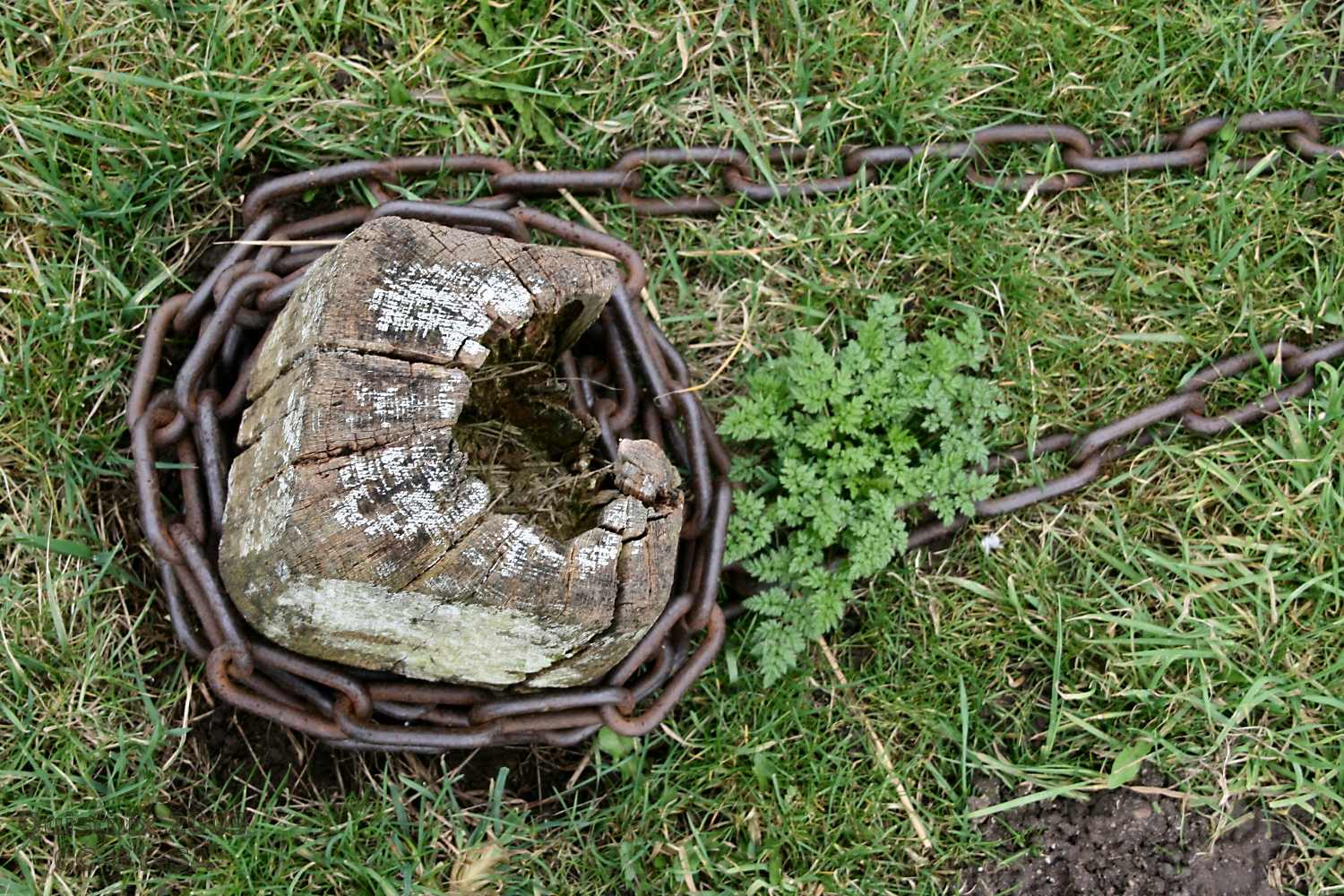
Aangetaste kruipaal. De kruipaal ernaast was reeds doorgerot